# Трудовое (Аккайынский район)
Трудовое (каз. Трудовое) — село в Аккайынском районе Северо-Казахстанской области Казахстана. Административный центр Григорьевского сельского округа. Код КАТО — 595839100.

## Население
В 1999 году численность населения села составляла 1150 человек (560 мужчин и 590 женщин). По данным переписи 2009 года, в селе проживало 874 человека (422 мужчины и 452 женщины).

## История
Село основано в 1912 году переселенцами из Курской и Полтавской губернии.
Указом ПВС Казахской ССР от 16.08.1971 года посёлку центральной усадьбы совхоза «Смирновский» присвоено наименование село Трудовое.